# 浅川台
浅川台（あさかわだい）は福岡県北九州市八幡西区の地名。浅川台一丁目から三丁目の町がある。住居表示実施済み。郵便番号は807-0875。

## 地理
八幡西区の北部西端に位置し、北に浅川日の峯、北東に浅川、東に藤原、南東に自由ケ丘、南に大字浅川と接し、西に水巻町と接する。

### 河川
- 普通河川 宿ノ内川

## 地域の特徴
市道の折尾頓田線が二丁目と三丁目の間を南北に貫き、東部北縁に沿って走った後、東縁を走る市道の折尾青葉台線と交差する。町域の南側から折尾頓田線の東側を並行するように宿ノ内川が北流する。一丁目，二丁目は三丁目よりも一段高い台地となっている。

一丁目に折尾浅川郵便局、二丁目に県営浅川団地，県住宅公社浅川団地、三丁目に水洗年長者いこいの家がある。

## 歴史
この辺りは大字浅川の字、山ノ谷，水洗と呼ばれていた地域であり、公園にその名を残している。かつては日炭高松炭鉱の社有地であったが、1972年（昭和47年）に県営浅川団地、1973年（昭和48年）から1975年（昭和50年）にかけて県住宅公社浅川団地が完成し、住宅団地となった。

### 沿革
- 1980年（昭和55年）6月1日 - 浅川台一丁目 - 三丁目新設[5][6]。
- 1999年（平成11年）6月1日 - 大字浅川，浅川日の峯一丁目の各一部を浅川台一丁目に編入[7][8]。

### 町名の変遷
| 実施内容          | 実施年月日               | 実施後       | 実施前         |
| ----------------- | ------------------------ | ------------ | -------------- |
| 町名新設 住居表示 | 1980年（昭和55年）6月1日 | 浅川台一丁目 | 大字浅川の一部 |
| 町名新設 住居表示 | 1980年（昭和55年）6月1日 | 浅川台二丁目 | 大字浅川の一部 |
| 町名新設 住居表示 | 1980年（昭和55年）6月1日 | 浅川台三丁目 | 大字浅川の一部 |

## 世帯数と人口
2025年（令和7年）3月31日現在（北九州市発表）の世帯数と人口は以下の通りである。
| 町           | 世帯数    | 人口    |
| ------------ | --------- | ------- |
| 浅川台一丁目 | 619世帯   | 1,367人 |
| 浅川台二丁目 | 714世帯   | 1,266人 |
| 浅川台三丁目 | 347世帯   | 663人   |
| 計           | 1,680世帯 | 3,296人 |

### 人口の変遷
国勢調査による人口の推移。
| 1995年（平成7年）  | 4,198人 | [ 9 ]  |  |
| 2000年（平成12年） | 4,371人 | [ 10 ] |  |
| 2005年（平成17年） | 4,176人 | [ 11 ] |  |
| 2010年（平成22年） | 3,672人 | [ 12 ] |  |
| 2015年（平成27年） | 3,619人 | [ 13 ] |  |
| 2020年（令和2年）  | 3,324人 | [ 14 ] |  |

### 世帯数の変遷
国勢調査による世帯数の推移。
| 1995年（平成7年）  | 1,577世帯 | [ 9 ]  |  |
| 2000年（平成12年） | 1,751世帯 | [ 10 ] |  |
| 2005年（平成17年） | 1,750世帯 | [ 11 ] |  |
| 2010年（平成22年） | 1,623世帯 | [ 12 ] |  |
| 2015年（平成27年） | 1,607世帯 | [ 13 ] |  |
| 2020年（令和2年）  | 1,506世帯 | [ 14 ] |  |

## 学区
市立小・中学校に通う場合、学区は以下の通りとなる。
| 町           | 街区 | 小学校               | 中学校               |
| ------------ | ---- | -------------------- | -------------------- |
| 浅川台一丁目 | 全域 | 北九州市立浅川小学校 | 北九州市立浅川中学校 |
| 浅川台二丁目 | 全域 | 北九州市立浅川小学校 | 北九州市立浅川中学校 |
| 浅川台三丁目 | 全域 | 北九州市立浅川小学校 | 北九州市立浅川中学校 |

## 交通

### バス
域内のバス停と系統は以下のとおりである。
| 運行事業者 | 運行事業者   | 北九州市交通局 | 北九州市交通局 | 北九州市交通局 | 北九州市交通局 | 北九州市交通局 | 北九州市交通局 | 北九州市交通局 | 北九州市交通局 | 北九州市交通局      |
| 系統       | 系統         | 54             | 61             | 61循           | 64             | 65             | 70             | 90             | 91             | 臨時 グリーンパーク |
| 停留所     | 縄手         | ○              |                | ○              | ○              | ○              | ○              | ○              | ○              | ○                   |
| 停留所     | 藤原         | ○              |                | ○              | ○              | ○              | ○              | ○              | ○              | ○                   |
| 停留所     | 浅川台三丁目 |                | ○              |                |                |                |                |                |                |                     |

## 施設

### 金融機関
- 折尾浅川郵便局

### 社会福祉施設
- 水洗年長者いこいの家

### 公営住宅
- 県営浅川団地
- 県住宅公社浅川団地

### 公園
- 浅川台三丁目西公園
- 浅川台中公園
- 水洗公園
- 水洗西公園
- 縄手公園
- 山の谷公園